# Liaison à courant continu Gotland
Les lignes haute tension à courant continu reliant l'île de Gotland à la côte est de la Suède sont remarquables sur le plan historique, la première a été en effet mise en service en 1954, ce qui en fait la première ligne HVDC commerciale au monde. Elle a été construite par ASEA. Elle reliait la ville de Västervik sur le continent à Ygne non loin de Visby sur l'île. La liaison par câble avait une puissance de 20 MW, une tension de 100 kV et une longueur de 98 km. Des convertisseurs à valves à vapeur de mercure étaient utilisés.
En 1970, la puissance de la ligne est portée à 30 MW pour une tension de 150 kV grâce à l'emploi de thyristors pour les convertisseurs.
En 1983, un second monopole est construit, « HVDC Gotland 2 », d'une puissance de 130 MW et d'une tension de 150 kV. La liaison est constituée d'un câble de 92,9 km de long, 92 sous-marin, 900 m souterrain, qui a une section de cuivre de 800 mm2. Ce câble est prolongé par une ligne aérienne de 6,6 km de long, fait de deux conducteurs en aluminium de section 910 mm2 et dont les pylônes sont en bois, ce qui  est rarissime pour une ligne HVDC. Elle est reliée au poste de conversion de Västervik.
En 1987, « HVDC Gotland 3 » est construit. Il s'agit d'un nouveau monopôle d'une capacité de 130 MW et de tension 150 kV. Son câble a une longueur de 98 km, 92 sous-marin, 6 souterrain, et une section de 800 mm2. Quand Gotland 3 est mis en service, Gotland 1 est arrêté et démantelé.

## Gotland HVDC light
En 1999, l'île de Gotland est de nouveau pionnier dans le domaine des liaisons à courant continu, la première ligne HVDC commerciale à technologie source de tension, dite VSC, au monde y est installée par ABB. Cette liaison ne relie cette fois pas l'île au continent, mais le nord au sud de l'île. Elle doit servir à permettre l'évacuation de la puissance électrique produite par les éoliennes au sud de l'île vers le continent. Il s'agit d'un monopôle symétrique de 50 MW, de tension +/-80 kV. La longueur des câbles extrudés est de 70 km,.

## Câbles, lignes et électrodes
L'électrode du poste de Västervik est située à Almvik on Östra Eknö, celle du poste de Ygne à Gravfält. Ces électrodes sont utilisées à la fois pour Gotland 2 et 3. Elles se situent dans un bassin rempli d'eau de mer située proche de cette dernière. Almvik a deux bassins, alors que Gravfält n'en a qu'un. Par précaution, leur conception évite que les poissons ne s'approchent trop des électrodes. L'électrode d'Almvik est connectée au poste de Västervik grâce à une ligne longue de 18,95 km divisée en 4 parties aériennes, elle doit en effet passer trois fois par une section de câble pour croiser une autre infrastructure. Les parties aériennes, d'une longueur de 17 km, sont constituées de deux conducteurs d'aluminium de section 910 mm2 montés sur des pylônes en bois. Les parties câblées représentent donc 1,95 km, ont deux câbles à chaque fois de section 1 000 mm2. La connexion entre la station d'Ygne et l'électrode de Gravfält est réalisée grâce à une ligne de 12,75 km de long, 12 aériens, toujours avec 2 conducteurs en aluminium de section 910 mm2 et donc 0,75 km souterrain avec un câble de section 1 000 mm2.